# Schmidt története (film)
A Schmidt története (eredeti cím: About Schmidt) 2002-ben bemutatott amerikai vígjáték-dráma Alexander Payne rendezésében, Jack Nicholson főszereplésével. A film forgatókönyvét Louis Begley azonos című regénye alapján írták.

## Cselekmény
|  | Alább a cselekmény részletei következnek! |

Warren Schmidt (Jack Nicholson) a nebraskai Omaha-ban, ahol a Woodman biztosító cég igazgató-helyetteseként dolgozott, nyugdíjba vonul. Nehezen tudja feldolgozni, hogy a nyugdíjas lett. Meglát egy televíziós hirdetést, amiben egy alapítvány éhező gyerekeken segítene. Warren úgy dönt, hogy küld pár dollárt a tanzániai kisfiúnak, Ndugu Umbonak és ír neki pár őszinte hangvételű, főként panaszkodós, levelet.
Egyik nap, mikor Warren elmegy a postára, felesége porszívózás közben meghal egy agyi vérrög miatt. A temetésre hazaérkezik Warren egyetlen lánya, Jeannie (Hope Davis), és annak vőlegénye Randall (Dermot Mulroney). Warren nincs megelégedve az udvarlóval, Randall-lel, szerinte a lánya sokkal jobbat érdemel.
A temetés után Jeannie és Randall visszamegy Denverbe és Warren egyedül marad otthonában. Warren-en eluralkodik a magány, ezért úgy dönt, hogy meglátogatja házasodni készülő lányát és segít neki az esküvő előkészítésében. Lánya erről lebeszéli, mert szerinte elég az esküvő előtt pár nappal érkeznie, ezért Warren úgy dönt, hogy lakókocsijával utazgat addig egy kicsit.
Az esküvő előtt pár nappal megérkezik Denverbe, ahol Randall anyjánál, Robertanál (Kathy Bates) lakik. Warren megpróbálja lányát lebeszélni az esküvőről, de nem jár sikerrel. Jeannie hozzámegy Randallhez, és Warren is beszédet mond az esküvőn, elrejtve rosszallását. Az esküvő után Warren hazamegy Omahaba, ahol egy rakás levél várja, ami között van egy apáca köszönőlevele, amiért segít Umbonak.
|  | Itt a vége a cselekmény részletezésének! |

## Szereplők
| Szereplő        | Színész         | Magyar hang     |
| --------------- | --------------- | --------------- |
| Warren Schmidt  | Jack Nicholson  | Reviczky Gábor  |
| Roberta Hertzel | Kathy Bates     | Molnár Piroska  |
| Jeannie Schmidt | Hope Davis      | Fehér Anna      |
| Randall Hertzel | Dermot Mulroney | Selmeczi Roland |
| Vicki Rusk      | Connie Ray      | Bencze Ilona    |
| John Rusk       | Harry Groener   | Tarján Péter    |
| Helen Schmidt   | June Squibb     | Illyés Mari     |

További magyar hangok: Takátsy Péter, Izsóf Vilmos, Kristóf Tibor, Kassai Ilona, Bókai Mária, Imre István és Pálfai Péter

## Bemutató
A filmet először 2002. május 22-én mutatták be a Cannes-i Filmfesztiválon. Az Egyesült Államokban a premier [2002. december 13-án volt. A magyar mozik 2003. április 10-től vetítették a filmet. A film magyar DVD kiadása 2003. október 28-án, a Blu-ray kiadás pedig 2015. február 3-án volt.

## Kritika
A kritikákat összesítő Rotten Tomatoes weboldal gyűjtése alapján 201 kritikusból 171 kritikus értékelte pozitívan és 30 negatívan a filmet, ami 85%-on áll, 7,7/10-es átlaggal. imdb.com-on 7,2/10-ön áll a szavazatok alapján ami szintén pozitívnak mondható.

## Filmzene
A filmzenét Rolfe Kent írta. Az album 2002. december 10-én jelent meg a New Line Records gondozásában.
Számlista:
1. The adventurer
2. Telling Ndugu about the family
3. About Schmidt
4. Schmidt went to Denver
5. Randall's room
6. Guiltily escaping the rusks
7. Helen goes; Schmidt stays
8. Of life after Helen
9. The fury of Schmidt
10. Shopping with Schmidt
11. Missing Helen
12. Riverside prayer
13. Dinner with Randall's relatives
14. Schmidt revisited his alma mater
15. Schmidt at the wedding
16. Omaha return
17. Ndugu's painting
18. What I really want to say
19. The end credits of About Schmidt
20. Constantine & Warren
21. Afrikaan beat – Bert Kaemphert [*]
22. Ndugu letter [*]
23. Interview with Alexander and Rolfe (Interview) [*] ([*] Bonus tracks: a filmben nem hangzik el)

## Díjak és jelölések
- Oscar-díj
  - jelölés: legjobb férfi főszereplő (Jack Nicholson)
  - jelölés: legjobb női mellékszereplő (Kathy Bates)
- Golden Globe-díj
  - díj: legjobb férfi főszereplő – filmdráma (Jack Nicholson)
  - díj: legjobb forgatókönyv (Alexander Payne, Jim Taylor)
  - jelölés: legjobb filmmusical vagy vígjáték
  - jelölés: legjobb rendező (Alexander Payne)
  - jelölés: legjobb női mellékszereplő (Kathy Bates)
- BAFTA-díj
  - jelölés: legjobb férfi főszereplő (Jack Nicholson)

## Fordítás
- Ez a szócikk részben vagy egészben  az   About Schmidt című angol Wikipédia-szócikk fordításán alapul.  Az eredeti cikk szerkesztőit annak laptörténete sorolja fel. Ez a jelzés csupán a megfogalmazás eredetét és a szerzői jogokat jelzi, nem szolgál a cikkben szereplő információk forrásmegjelöléseként.